# Menjamel d'orelles blanques
El menjamel d'orelles blanques (Nesoptilotis leucotis) és un ocell de la família dels melifàgids (Meliphagidae).

## Hàbitat i distribució
Habita vegetació de ribera, boscos, matolls i mallee d'Austràlia, des del sud-oest d'Austràlia Occidental, cap a l'est, a través d'Austràlia Meridional, incloent l'illa Kangaroo, fins Victòria i, cap al nord, a través de Nova Gal·les del Sud fins al sud-est de Queensland.